# Лабиовелярный носовой согласный
Лабиовелярный носовой согласный — согласный звук, встречающийся в некоторых языках. МФА передаёт этот звук символом ŋ͡m, что эквивалентно Nm в X-SAMPA.

## Примеры
| Язык        | Язык        | Слово | МФА    | Значение     | Примечания                   |
| ----------- | ----------- | ----- | ------ | ------------ | ---------------------------- |
| Вьетнамский | Вьетнамский | đúng  | [ɗuŋ͡m] | 'правильный' | Аллофон [ŋ] после [u] и [w]. |